# 奈須伸也
奈須 伸也（なす しんや、1978年12月29日 - ）は大阪府大阪市出身の元サッカー選手。

## 経歴
三人兄弟の末っ子として奈須家に誕生。歳の離れた兄姉がいる。小さい頃から運動神経は抜群であったが、あまり勉強をしないため両親が心配することもあった。『僕は運動で一番になるから、勉強しろとは言わんといて。』と宣言し、両親を唖然とさせたという。
母親が営む飲食店『奈須亭』（現在は閉店）は彼の憩いの場であったが、奈須が甲府で活躍しはじめると、山梨から甲府サポが訪れ、奈須の両親とサッカー談義に花を咲かせた。コアサポのみが知る伝説の聖地となっている。
小学生のときは野球少年であったが、6年生の時に地元にサッカーチームができたため入部。遊び程度しかサッカー経験がなかったため、苦労したという。
高校時代はキャプテンで10番。2年、3年と大阪選抜として国体に出場している。
1999年-2000年、ブラジルに単身留学。プリマベーラFCにてプロ生活をスタート。ポルトガル語に堪能である
2002年フットサル日本代表に選出。スペインにて開催された国際親善試合（VS　スペイン代表）で日本代表としてデビューを果たす。
2002年シーズン途中からヴァンフォーレ甲府に入団。入団1年目からレギュラーに定着。
敵陣奥深くのスローインの際には、ロングスローでチャンスを作る。
2006年林健太郎加入（2006年チームMVP)に加え、大木監督が復帰した鶴見智美を重用したことにより、出場機会が大幅に減少し、2007年オフ、チームより戦力外通告を受ける。山日新聞での掲載記事によると、甲府最後の練習日には練習場に駆け付けた奈須や長谷川太郎との別れを惜しむファンに丁寧に色紙等にサインをし、別れを告げたという。
2008年よりFC岐阜に移籍し、主に左SBでの出場で貢献したが、同シーズン限りで退団。
2009年5月にブログで現役引退を発表した。
ブログにて退団の経緯、チーム運営に関する複雑な心境をほのめかしていたが、残留選手やスタッフの心情を考慮してか、憶測を呼ばないよう記述は控えていた。
現役引退後は大阪に本社を構えるコンサルティング会社に勤務している。

## 所属クラブ
- 大商学園高等学校
- 1997年 - 1998年 佐川急便大阪SC
- 1999年 - 2000年  プリマベーラFC
- 2001年 - 2002年 大阪セントラルFC
- 2002年 - 2007年 ヴァンフォーレ甲府
- 2008年 FC岐阜

## 個人成績
| 国内大会個人成績 | 国内大会個人成績 | 国内大会個人成績 | 国内大会個人成績 | 国内大会個人成績                       | 国内大会個人成績 | 国内大会個人成績 | 国内大会個人成績 | 国内大会個人成績 | 国内大会個人成績 | 国内大会個人成績 | 国内大会個人成績 |
| 年度             | クラブ           | 背番号           | リーグ           | リーグ戦                               | リーグ戦         | リーグ杯         | リーグ杯         | オープン杯       | オープン杯       | 期間通算         | 期間通算         |
| 年度             | クラブ           | 背番号           | リーグ           | 出場                                   | 得点             | 出場             | 得点             | 出場             | 得点             | 出場             | 得点             |
| 日本             | 日本             | 日本             | 日本             | リーグ戦                               | リーグ戦         | リーグ杯         | リーグ杯         | 天皇杯           | 天皇杯           | 期間通算         | 期間通算         |
| ---------------- | ---------------- | ---------------- | ---------------- | -------------------------------------- | ---------------- | ---------------- | ---------------- | ---------------- | ---------------- | ---------------- | ---------------- |
| 1997             | 佐川大阪         |                  | 関西             |                                        |                  | -                | -                |                  |                  |                  |                  |
| 1998             | 佐川大阪         |                  | 関西             |                                        |                  | -                | -                |                  |                  |                  |                  |
| ブラジル         | ブラジル         | ブラジル         | ブラジル         | リーグ戦                               | リーグ戦         | ブラジル杯       | ブラジル杯       | オープン杯       | オープン杯       | 期間通算         | 期間通算         |
| 1999             | プリマベーラ     |                  |                  |                                        |                  |                  |                  |                  |                  |                  |                  |
| 2000             | プリマベーラ     |                  |                  |                                        |                  |                  |                  |                  |                  |                  |                  |
| 日本             | 日本             | 日本             | 日本             | リーグ戦                               | リーグ戦         | リーグ杯         | リーグ杯         | 天皇杯           | 天皇杯           | 期間通算         | 期間通算         |
| 2001             | 大阪セントラル   |                  |                  |                                        |                  | -                | -                |                  |                  |                  |                  |
| 2002             | 大阪セントラル   |                  |                  |                                        |                  | -                | -                |                  |                  |                  |                  |
| 2002             | 甲府             | 28               | J2               | 28                                     | 4                | -                | -                | 3                | 0                | 31               | 4                |
| 2003             | 甲府             | 28               | J2               | 37                                     | 1                | -                | -                | 0                | 0                | 37               | 1                |
| 2004             | 甲府             | 28               | J2               | 11                                     | 0                | -                | -                | 1                | 0                | 12               | 0                |
| 2005             | 甲府             | 28               | J2               | 31                                     | 1                | -                | -                | 1                | 0                | 32               | 1                |
| 2006             | 甲府             | 6                | J1               | 4                                      | 0                | 4                | 0                | 1                | 0                | 9                | 0                |
| 2007             | 甲府             | 6                | J1               | 0                                      | 0                | 0                | 0                | 0                | 0                | 0                | 0                |
| 2008             | 岐阜             | 6                | J2               | 34                                     | 0                | -                | -                | 2                | 0                | 36               | 0                |
| 通算             | 日本             | 日本             | J1               | 4                                      | 0                | 4                | 0                | 1                | 0                | 9                | 0                |
| 通算             | 日本             | 日本             | J2               | 141                                    | 6                | -                | -                | 7                | 0                | 148              | 6                |
| 通算             | 日本             | 日本             | 関西             | \|\|\|\|colspan="2"\|-\|\|\|\|\|\|\|\| |                  |                  |                  |                  |                  |                  |                  |
| 通算             | 日本             | 日本             |                  | \|\|\|\|colspan="2"\|-\|\|\|\|\|\|\|\| |                  |                  |                  |                  |                  |                  |                  |
| 通算             | ブラジル         | ブラジル         |                  | \|\|\|\|\|\|\|\|\|\|\|\|\|\|           |                  |                  |                  |                  |                  |                  |                  |
| 総通算           | 総通算           | 総通算           | 総通算           | \|\|\|\|\|\|\|\|\|\|\|\|\|\|           |                  |                  |                  |                  |                  |                  |                  |

- Jリーグ初出場 - 2002年7月10日 J2 第17節 対サガン鳥栖戦（鳥栖）
- Jリーグ初得点 - 2002年8月25日 J2 第27節 対アビスパ福岡戦（小瀬）

その他の公式戦
- 2005年 J1・J2入れ替え戦（対柏レイソル戦）：2試合0得点

## 代表歴
- 2002年　フットサル日本代表